# عبدالله‌خان ناظم‌السلطنه
عبدالله‌خان قاجار دولو (درگذشته ۱۳۰۲ خورشیدی) ملقب به ناظم‌السلطنه پسر محمدرحیم خان علاءالدوله و از رجال دوره ناصرالدین‌شاه و مظفرالدین‌شاه بود.
مدتی کشکیک‌چی‌باشی و رئیس کشیک‌خانه سلطنتی بود. در زمان سلطنت مظفرالدین‌شاه در سال ۱۳۱۶ قمری حاکم زنجان شد. در سال ۱۳۲۲ قمری و پس از درگذشت وجیه‌الله میرزا که سپهسالار و فرمانده کل ارتش ایران بود، مظفرالدین‌شاه سپهسالار جدیدی منصوب نکرد و امور ارتش را میان دوازده سردار تقسیم کرد که یکی از آنان ناظم‌السلطنه بود. گفته می‌شود ناظم‌السلطنه تمام دارایی خود را وقف عزاداری امام حسین کرد و ثروتی برای وراث خود باقی نگذاشت.
ناظم‌السلطنه فرزندان متعدد داشت. پسر ارشد او حبیب‌الله‌خان موقرالسلطنه در جریان انقلاب مشروطه ابتدا به صف مشروطه‌خواهان پیوست اما بعدها به محمدعلی‌شاه نزدیک گردید و مدتی پس از فرار محمدعلی‌شاه، در تهران محاکمه و به دار آویخته شد. پسر دیگر ناظم‌السلطنه علی‌اکبرخان نجدالدوله پدر شمس‌الدین امیرعلائی، از اعضای برجسته جبهه ملی و یکی از وزرای کابینه محمد مصدق، است. سایر پسران ناظم‌السلطنه عبارت بودند از کریم‌خان منتظم‌الملک، مهدی‌خان مغیث‌الدوله، حسین‌خان، حسن‌خان و عبدالله امیرعلائی که داماد میرزا علی‌نقی‌خان حکیم‌الممالک بود.